# Calvello il Bastardo
Calvello il Bastardo è un romanzo d'appendice scritto dallo scrittore e giornalista siciliano Luigi Natoli con lo pseudonimo di "William Galt".

## Trama
Romanzo ambientato nella Palermo di fine Settecento, dilaniata dai soprusi dei nobili siciliani. Il protagonista della storia è Corrado Maurici, nato e cresciuto in una famiglia umile, che si arruolerà nell'esercito dimostrando il suo valore, però la sua umile condizione ne limiterà la carriera.
Ben presto scoprirà che le sue origini sono nobili essendo uno degli eredi della famiglia Calvello. Da questo momento in poi verrà coinvolto in molte avventure dove scoprirà l'amicizia e l'amore, sullo sfondo il moto di cambiamento provocato dalla rivoluzione francese.

## Edizioni
- Luigi Natoli, Calvello il Bastardo, Palermo, Flaccovio Editore, 1971.
- Luigi Natoli, Calvello il Bastardo, Palermo, Flaccovio Editore, 2007, ISBN 88-7804-262-5.